# ニュートン・ナイト
ニュートン・ナイト（英語: Newton Knight、1837年11月 - 1922年2月16日）は、アメリカの農民、兵士、ミシシッピ州の南部ユニオニスト(en)であり、南北戦争中に南部連合軍に抵抗した連合軍脱走兵の団体であるナイト・カンパニーのリーダーとして最も良く知られている。地元の伝説によると、ナイトとその部下の者たちは戦争のさなかにミシシッピ州ジョーンズ郡とその周辺の地域に「ジョーンズ自由州」をつくったという。南部連合政府に対するナイト・カンパニーの抵抗の性質や程度がどういうものであったかについては歴史家の間でも議論がある。戦争の後、ナイトは共和党に入り、ミシシッピ州のレコンストラクション政府で連邦保安官代理として働いた。
ナイトは長きにわたりこの地域において毀誉褒貶の激しい人物であり、動機や行動について人々の意見は分かれている。この議論は戦時中にナイトが奴隷と共闘したこと、及び戦後に解放奴隷と結婚したことに対して社会に広く見られる抵抗感によって激化しているところもある。ナイトの仲間たちはミシシッピ州の南東に小さな人種混合の共同体を発達させていた。ミシシッピ州は戦前も戦後も、レコンストラクションの時期を除いて異人種間結婚を禁止していたため、ナイトの結婚は違法とみなされるものであった。
ナイトについての映画にはジョージ・マーシャルが監督した『愛と血の大地』や、ゲイリー・ロスが監督し、マシュー・マコノヒーがニュートン・ナイトを演じて2016年6月に公開された『ニュートン・ナイト 自由の旗をかかげた男』がある。

## 生い立ちと教育
ニュートン・ナイトはミシシッピ州ジョーンズ郡のリーフ川近くで1837年11月に、アルバート・ナイト夫妻の息子として生まれた。生まれた年は息子のトム・ナイトが1830年であると伝記で記録しており、大姪のエセル・ナイトは1829年生まれだと書いている。墓石には名前が「スチュアート・ニュートン・ナイト」であり、1829年11月10日生まれで1922年2月16日に亡くなったと書かれている。しかしながら1900年の国勢調査ではナイトは1837年11月生まれであると記録されており、これは本人の証言である可能性が高い。この日付は他の年の国勢調査記録とも一致するものであるが、家族の来歴を隠すために国勢調査員に間違った生まれ年を教えたという可能性もある:243。ヨーマンの子どもを対象とした公立学校がなかったため、ニュートンはおそらく母から読み書きを教わった:85。
ニュートンは戦前のジョーンズ郡で最大規模の奴隷主のひとりであったジョン・「ジャッキー」・ナイト(1773–1861)の孫であった:62。しかしながらニュートンの父アルバート(1799–1862)は奴隷を所有しておらず、父の死に際して相続もしなかった。ニュートン・ナイトは一度も奴隷を所有したことがなかった:64。ニュートンの息子によると、ニュートンは原始バプテスト派の信仰ゆえに道徳的に奴隷制度に反対していた。父や祖父と異なり、信仰する宗派の教えにのっとってニュートンはアルコールを口にしない誓いを立てていた。
ニュートン・ナイトは1858年にセリーナ・ターナーと結婚し、２人はミシシッピ州ジャスパー郡南東の郡境のすぐ向こうに小さな農場を建てた。

## 経歴

### 南北戦争
ジョーンズ郡はジョン・H・パウエルを「協力派」つまり反分離派の候補として1861年1月のミシシッピ州分離会議代表に選出した。パウエルは第1回投票で分離に反対する投票をしたが、プレッシャーに負けて第2回投票で投票先を変更し、北部ユニオンからの分離に投票する多数派に合流した。だいぶ後のインタビューで、ジョーンズ郡の有権者の多くがパウエルの選択肢がどれほど限られたものであったのか理解しておらず、その行動に裏切られたと感じたとニュートンは示唆している。
ニュートンは1861年に南部連合軍に入隊した。6ヶ月後にニュートンは病気の父を介護するため帰宅する休暇許可を受けた。1862年5月にニュートンは多数の友人や隣人とジャスパー軍第7大隊F中隊に入隊した。この人々は見知らぬ人々と過ごすよりは同じ中隊で軍務につきたいと考えていた:99。
1862年の夏から秋の間、南部連合軍ではさまざまな理由により脱走率が上昇した。コリンスの包囲戦の結果、兵士に食糧や必需品の補給が行き渡らなくなった。ジョーンズ郡地域の兵士たちは、妻や子が農場を続けるのが難しくなっているという悲惨な状況が故郷から伝わってきていることに心をいためていた。ニュートンは南部連合当局が自分の家族の馬を徴発して使っているという話をきいて激怒した。しかしながら多くの人々は、ニュートンが脱走した主な理由は南部連合政府が20人黒人法を通過させたことに対する怒りだろうと信じている。この法により、20人以上の奴隷を所有している大規模プランテーション所有者は軍務につかなくてよいということになった。農場主がさらに20人を所有している場合、家族のうちひとりが軍務を免除される。ニュートンはさらに義理の兄弟であるモーガンがニュートンの留守中に家長となり、ニュートンの子どもたちを虐待しているという話も聞いていた:100–101。モーガンの身元についてはこれ以来よくわかっていないが、おそらく日雇い労働者で有罪判決を受けた殺人犯であるモーガン・ラインズのことであろうと考えられている。
ニュートンは1862年10月に敵前逃亡の扱いになった。ニュートンはのちに「北部ユニオンと戦いたくない時に軍が俺を徴兵する権利があるのなら、俺にだってそうしたい時にはやめる権利があったはずだ」と述べて逃亡を弁護している。コリンスでの敗退後の退却の際に逃亡してから320キロの移動を経て故郷に戻ったニュートンは、親戚によるとモーガンを撃ち殺したという:100。
1863年のはじめにニュートンは南部連合当局により逃亡の罪で逮捕・収監され、おそらく拷問を受けた。当局は他の者たちへの見せしめとしてニュートンの家と農場を焼き、家族を貧窮状態に追いこんだ:104。
ビックスバーグの包囲戦でユニオン軍が勝利した後に逃亡兵の数がふくれあがるにつれて、南部連合当局はジョーンズ郡の逃亡兵が略奪をしたり家を焼いたりしているという報告を受け取りはじめるようになった。ブラクストン・ブラッグ将軍は逃亡兵や流浪者を調査してかり集めるため、エイモス・マクルモア少佐をジョーンズ郡に派遣した。1863年10月5日、マクルモアはエリスヴィルにあるエイモス・ディーソンの家で射殺されたが、ニュートンがマクルモアを殺したと信じられている。
ニュートンは当局の目を逃れるためリーフ川の沼地に逃げ込み、他の逃亡兵や逃亡奴隷をここで見つけた。ニュートンとその支持者たちは1863年10月13日にナイト・カンパニーと呼ばれる組織を作った。これはジョーンズ郡は隣接するジャスパー郡、コヴィントン郡、ペリー郡、スミス郡出身のゲリラの一団であり、税金にかわる物資接収などを行う南部連合当局から家族や農場を守ることを目指すものであった。ニュートンはカンパニーの「キャプテン」に選ばれ、この集団にはニュートンの親類や隣人が多数所属していた。カンパニーの主な隠れ場所は「悪魔窟」("Devils Den")と呼ばれており、ジョーンズ郡とコヴィントン郡の境を流れるリーフ川に沿っている場所にあった。地元の女性や奴隷が男たちに食べものその他の支援を提供していた。南部連合当局が自分たちの農場に近づいてくると、女性たちが角笛を吹いて知らせた:112。
1863年末から1865年はじめまで、伝えられるところによるとナイト・カンパニーは南部連合当局と40回も衝突した。1863年12月23日にナイト・カンパニー支持者であったサリー・パーカーの家で起こった衝突では、南部連合兵士が1名死亡、2名重傷となった:107。
同じ時期にニュートンはポールディングの襲撃を指揮し、この村でニュートンと部下たちは荷車5台ぶんのトウモロコシを接収して地元の人々に分け与えた:112。ナイト・カンパニーは南部連合の役人たちに嫌がらせを行い、徴税人、徴兵人その他の役人が多数、1864年のはじめに殺害されたと報告されている。1864年3月にジョーンズ郡裁判所書記は、ゲリラのせいで郡における徴税はほぼ不可能になったと知事に通知した:112。2016年に、1864年2月13日付でユニオン郡の斥候からユニオン軍のジョン・M・パーマー少将あてに送られた手紙がアメリカ国立公文書記録管理局で研究をしていた歴史家の手で発見された。これによると、ナイト・カンパニーの人数は600人もいると見積もられており、ユニオン軍と同盟する意図も確認されている。正確な人数はいまだにわかっていないが、戦後のニュートンのインタビューからすると、「125人くらいで、それ以上ではなかった」ということである。
1864年の春までに、ジョーンズ郡においては南部連合政府が実質的に打倒された状態になった。レオニダス・ポーク中将は1864年3月21日にジェファーソン・デイヴィスに対してジョーンズ郡の状況を説明する手紙を書いている。ポークは逃亡者の一団は「公然と反乱し、最初から挑戦的で、自らを「南部ヤンキー」と呼び、自分たちをつかまえようとする力には武力闘争で抵抗すると決めている」と述べている。1864年3月29日には南部連合のキャプテン・ワート・トムソンがアメリカ連合国陸軍長官ジェイムズ・セドンに対して、ナイト・カンパニーがエリスヴィルをおさえてジョーンズ郡の裁判所にアメリカ合衆国の国旗をかかげたと述べる手紙を書いた。トムソンはさらに、この地域は「完全にこの連中のなすがまま」だと報告している。ウィリアム・シャーマン将軍は地元の集団からこの地域の南部連合からの独立を宣言する手紙を受け取った。1864年7月に、『ナチェズ新報』はジョーンズ郡が南部連合から脱退したと伝えた。
ポーク将軍はナイト・カンパニーの行動に対して、まず1864年2月にこの地域にヘンリー・モーリー大佐の分遣隊を送ることで対処した。モーリーはこの地域を一掃したと報告したが、逃亡兵たちは「ヤンキーの助け」を得て戻ってくると脅していると記した。すぐ後にポークはのちに知事となるロバート・ロウリー大佐率いる古参兵の一団を派遣したが、ロウリーはのちにニュートンを「無知で無教養な男」と描写している。沼地でブラッドハウンドを用いてゲリラを追跡し、ロウリーはニュートンのいとこであるベンジャミン・フランクリン・ナイトやシル・コールマンを含むナイト・カンパニーの10名を集めて処刑した。しかしながらニュートン・ナイトは逃げおおせた。のちにニュートンは、カンパニーは南部連合の戦線を突破してユニオン軍に参加しようとしたができなかったと述べた。

### レコンストラクションとその後
戦争が終わるとユニオン軍はニュートンにジョーンズ郡で困窮している家族に食糧配布をする仕事を与えた。ニュートンは近くの郡でまだ奴隷にされている子どもたちを解放するための襲撃も率いた。多くの南部ユニオニスト同様、ニュートンは共和党を支持していた。ニュートンはジャスパー郡の自分の農場に戻っており、そこで地元の作物を育てていた。
1870年にニュートンは連邦政府に対して、1864年にロウリーに処刑された10名を含むナイト・カンパニーのメンバー数人に補償をするよう請願した。ニュートンは地元の判事や州の上院議員候補を含む数名から、自分がユニオンに対して忠実だったという宣誓付証言もとりつけていた。しかしながら連邦請求裁判所はこれを退けた。
ニュートンは共和党知事アデルバート・エイムズのレコンストラクション政府を支持していた。1872年にニュートンは南地区連邦保安官代理に任命された。白人準軍事組織の反乱分子と共和党レコンストラクション政府の間に紛争が起こったため、1875年にエイムズはニュートンをジャスパー郡第1歩兵連隊大佐に任命したが、これはニュートン以外全員黒人の連隊で、住民を反乱活動から守るためのものであった。しかしながら白人の民主党員がこの年に州政府の実権を掌握し、エイムズを知事の座から追い落とした。レコンストラクションは1877年に公式に終了した。ニュートンも政治から身を引いた。
1870年半ばまでに、ニュートンは妻のセリーナと別れていた。ニュートンは解放奴隷のレイチェルと結婚したが、レイチェルは以前はニュートンの祖父の奴隷であった。この時期に、ニュートンと最初の妻セリーナの息子で既に大きくなっていた息子マットはレイチェルが以前に別の男性との間にもうけ、既に大人になっていた娘ファニーと結婚した。ニュートンの娘モリーはレイチェルの息子ジェフと結婚しており、コミュニティに3つの異人種間結婚による家族が誕生した:2。ニュートンとレイチェル・ナイトは、レイチェルが1889年に亡くなるまでに数人の子どもをもうけた。
ニュートン・ナイトは1922年2月16日に84歳で亡くなった。白人と黒人を同じ墓に埋めることを禁ずるミシシッピ州法にもかかわらず、ニュートンは故人の意向により、家族の農場を見下ろすジョーンズ郡の丘の上にレイチェルと並んで葬られ、今ではここはナイト家族墓地と呼ばれている。ニュートンの墓碑には「他人のために生きた」と彫られている。

## 業績の受容
ニュートン・ナイトとその支持者たちに関する最初期の記録は、ニュートンや南北戦争時代を生きた他の地元の人物の子孫により刊行されたものである。1935年にニュートンの息子であるトマス・ジェファーソン・「トム」・ナイトが父についてThe Life and Activities of Captain Newton Knightという本を出版した。トム・ナイトは父を、賛同できない大義のために戦うことを拒んだ南北戦争自体のロビン・フッドとして描いた。この本の特筆すべき点として、ニュートン・ナイトが戦後にレイチェルと結婚したことを記載していないということがある:2。
大姪のエセル・ナイトは1951年にEcho of the Black Horn: An Authentic Tale of 'The Governor' of the 'Free State of Jones'という歴史書を書いた。 エセルはニュートンを南部連合の裏切り者として批判し、解放奴隷の女性と結婚したことを厳しく非難した。エセル・ナイトはニュートンを無知で遅れた人殺しの謀反人として描いた。エセルによるとナイト・カンパニーのメンバーのほとんどは北部ユニオン支持者ではなかったが、ニュートンに操られてその大義に参画させられたということであった。
ルディ・H・レヴェレット博士はThe Legend of the Free State of Jones (University of Mississippi Press, 1984, reprinted 2009)を上梓したが、これが南北戦争前及び戦中にジョーンズ郡で起こった出来事に関して20世紀ではじめて刊行された学術的単行本であった。ニュートン・ナイトに暗殺されたと伝わっているエイモス・マクルモアの曾孫であるレヴェレットは、ナイト・カンパニーの行動はジョーンズ郡の住民大多数の意見を代表していたわけではないと論じている。レヴェレットは大多数が南部連合に忠実であったという証拠を提出しており、ジョーンズ郡は決して南部連合から分離したことはなかったと結論づけている。レヴェレットの祖先であるマクルモアは戦争中、軍務のためにこの郡で立ち上げられた志願兵カンパニー8つのうち1つを指揮していた。
ヴィクトリア・E・バイナム博士はThe Free State of Jones: Mississippi's Longest War (2003)で、南北戦争時代のジョーンズ郡の住民の考え方を形作るのに影響を与えた経済的、宗教的、親族的要因を探求している。ほとんどは奴隷を所有しておらず、1860年の郡人口のうち黒人は12％しかいなかった。バイナムはジョーンズ郡は南部連合から分離しなかったとも結論づけている。バイナムの記述によると、ニュートンとその支持者2名はそもそもジョーンズ郡が北部ユニオンを離れたことがなかったと考えていた。バイナムは戦後のこの地域の歴史も追究しており、ニュートン・ナイトと解放奴隷のレイチェルによる事実婚と、その子どもたちからなる2組の夫婦によって形作られる3つの異人種混交家族も精査している。バイナムは20世紀までこの家族の歴史をたどって、その子孫が巻き込まれ、ミシシッピ州最高裁にまでもちこまれた異人種間結婚をめぐる訴訟についても記述した。
サリー・ジェンキンズとジョン・ストーファーはレヴェレットやバイナムの研究を脚注のない一般向けの形で広げた解説を書いている。著者たちは戦争中にニュートン・ナイトがジョーンズ郡における南部連合のコントロールを終わらせ、レコンストラクションの間も反人種差別、ユニオン支持の姿勢を続けたことを強調している。

## ニュートン・ナイトを扱った作品
- ジェイムズ・H・ストリートの小説Tap Roots (1942)はナイト・カンパニーの行動にゆるやかに基づいたものである。小説の主人公ホーブ・ダブニーはニュートン・ナイトをもとにしている[1]:2。この本は1948年、ジョージ・マーシャルが監督し、ヴァン・ヘフリンとスーザン・ヘイワードが主演した映画『愛と血の大地』(Tap Roots)の原作となった。
- ゲイリー・ロス監督はマシュー・マコノヒーとイングランドの女優ググ・ンバータ＝ローを主演にした映画『ニュートン・ナイト 自由の旗をかかげた男』を2016年に撮った[27]。この映画は興行的に成功せず、5千万ドルの予算で2千万ドルしか回収できなかった[28]。